# Vinski Vrh, Ormož
Vinski Vrh este o localitate din comuna Ormož, Slovenia, cu o populație de 242 de locuitori.